# 福岡県道729号田主丸停車場線
福岡県道729号田主丸停車場線（ふくおかけんどう729ごう たぬしまるていしゃじょうせん）は、福岡県久留米市を通る一般県道である。

## 概要
久留米市田主丸町田主丸のJR九州久大本線 田主丸駅前から国道210号に至る。

### 路線データ
- 起点：福岡県久留米市田主丸町田主丸（JR九州久大本線 田主丸駅前、福岡県道719号田主丸停車場石垣線起点）
- 終点：福岡県久留米市田主丸町田主丸（東町交差点、国道210号交点）

## 路線状況

### 道路施設

#### 橋梁
- 中央橋（巨瀬川、久留米市）

## 地理

### 通過する自治体
- 久留米市

### 交差する道路
| 交差する道路                    | 交差する場所   | 交差する場所      |
| ------------------------------- | -------------- | ----------------- |
| 福岡県道719号田主丸停車場石垣線 | 田主丸町田主丸 | 起点              |
| 国道210号                       | 田主丸町田主丸 | 東町交差点 / 終点 |

### 沿線
- JR九州久大本線 田主丸駅